# Alberto Ferrari (regista)
Alberto Ferrari (Milano, 16 novembre 1962) è un regista e sceneggiatore italiano.

## Biografia
Inizia la sua carriera come assistente regista al Piccolo Teatro di Milano. Contemporaneamente studia al D.a.m.s. all'Università di Bologna. Nel 1986 esordisce alla regia portando in scena La Cantatrice Calva al Teatro San Babila di Milano. Sempre al San Babila, porta nel 1988 Black Comedy di Peter Shaffer con G. Mantesi e G. Calindri. L'anno successivo, nel 1989, per la rassegna Il Gioco Delle Arti porta in scena Antigone, di Jean Anouilh al Teatro delle Erbe. Nel 1990 è direttore artistico di Spazio Più, dove dirige diverse opere, come Ritratto di Madonna di Tennessee Williams con N. Ramorino, Scherzi in un atto (libero adattamento dagli Atti Unici di Anton Čechov), interpretato da Veronica Pivetti e La Cantatrice Calva di E. Ionesco. Nel 1991, sempre al teatro Spazio Più, realizza l'opera teatrale Camille Claudel, (libero adattamento dalla biografia di Reine-Marie Paris), scritta insieme al suo grande maestro Luigi Lunari. Nel 1992 mette in scena Caligola di Albert Camus e L’importanza di chiamarsi Ernesto di Oscar Wilde. Nel 1994 Fonda insieme a Gianna Breil il Teatro Libero di Milano, di cui è direttore artistico per tre stagioni e cura la regia di molti spettacoli, tra cui L’uomo che incontrò se stesso, di Luigi Lunari con Franco Oppini.
Contemporaneamente la sua carriera si sviluppa in ambito pubblicitario e televisivo. Alla fine degli anni novanta inizia una collaborazione con Tele Lombardia, di cui diventa presto Direttore Artistico, firmando numerosi format televisivi. Negli stessi anni scrive insieme a Luigi Lunari la sua prima sceneggiatura cinematografica: Tra Due Donne (tratta dal libro Dio ne scampi dagli Orsenigo, di Vittorio Imbriani) di cui cura la regia, esordendo nel mondo del cinema con un film riconosciuto come opera di interesse culturale. Poco dopo lascia la direzione artistica di Tele Lombardia per approdare alla Endemol dove esordisce alla regia televisiva firmando moltissimi episodi della fiction Vivere. Nello stesso periodo collabora come Showrunner e regista con la Polivideo, per la quale realizza la ficion Colmes, andata in onda per la tv svizzera in undici episodi. La sua carriera prosegue quando Bananas gli affida la regia televisiva dell'evento Zelig in Tour con Claudio Bisio e Michelle Hunziker. Sempre per la Endemol, gira il Pilot della serie Casa e Bottega con Angela Finocchiaro ed Enrico Bertolino, declinando poi la proposta di girare l'intera serie, perché occupato sul set del suo secondo film, La Terza Stella, realizzato nel 2003 con Ale e Franz. Il suo sodalizio col duo comico, a tutt'oggi attivo, era iniziato anni prima con gli spettacoli Dueeventi (2001) ed È tanto che aspetti? (2002) e portato avanti negli anni con spettacoli di grande successo di pubblico e di critica come Tanti Lati Latitanti (2015-16) e Nel Nostro Piccolo (2018-19), col quale, tra l'altro, Ferrari torna in veste di regista al Piccolo Teatro, ovvero il luogo che lo vide esordire come assistente volontario a inizio carriera.
Nel 2006 viene chiamato a Roma da Sandro Parenzo per assumere il ruolo di Produttore Creativo nel progetto della fiction Rai dal titolo Sotto Casa, di cui cura la regia dell'intero start up della serie. Subito dopo firma un contratto in esclusiva con Pietro Valsecchi e la Taodue, per i quali realizza la regia di Crimini Bianchi (una serie innovativa sul tema della sanità, girata in dodici episodi) e di tre stagioni della serie tv Distretto di Polizia, dirigendo settantacinque episodi. Sempre per Mediaset cura la regia della serie televisiva dal titolo I misteri di Laura, prodotta da Luca Barbareschi per Casanova. Nel frattempo porta avanti anche la sua attività di docente, tenendo una MasterClass di Cinema e Pubblicità al Conservatorio Ferrante Aporti di Trento e un Master in Writing School for Cinema & Television - Major e Media Entertainment all'Università Luiss, tenendo un corso sulla previsualizzazione dello script e linguaggio filmico appropriato alla realizzazione. Contemporaneamente continua il suo sodalizio con Sandro Parenzo, che lo chiama nuovamente come Produttore Creativo di Videa Next Station, dove supervisiona e realizza diversi format televisivi per La7, Discovery Channel e La9. Contemporaneamente porta avanti la sua carriera cinematografica iniziando la pre-produzione del suo ultimo film, Un figlio di nome Erasmus, prodotto da Eagle Pictures (e lanciato come prima produzione internazionale italiana), le cui riprese si svolgono tra Roma e il Portogallo nell'estate 2019. La collaborazione con Eagle Pictures continua in un progetto che lo vede come Showrunner e Head Writer. 
• Riconoscimenti - "Premio Vincenzo Crocitti International 2015"

## Filmografia

### Cinema
- Tra due donne - regia - sceneggiatura insieme a Luigi Lunari (2001)
- La terza stella - regia e sceneggiatura (2005)
- Un figlio di nome Erasmus regia - sceneggiatura insieme a Gianluca Ansanelli (2020)
- The Christmas Show, regia (2022)

### TV e Fiction
- Vivere - Soap opera, episodi sconosciuti (1999-2008)
- Colmes - Produttore Creativo e Regista. TSI - Televisione Svizzera. 10 film in Prime Time (2003/04)
- Zelig in tour -  Regia televisiva e teatrale della tournée di Zelig con Claudio Bisio e Michelle Hunziker (2003)
- Sottocasa - Serie TV, 40 blocchi [200 episodi] (2006)
- Crimini bianchi - Serie TV, 12 episodi (2008)
- Distretto di Polizia - Serie TV, 78 episodi (2000-2010)
- I misteri di Laura - Serie TV 8 episodi (2015)

### Pubblicità
- Festival del Cinema di Venezia - Regia televisiva e teatrale del MAX FACTOR AWARD premiazione star internazionali
- NOVARTIS Campagna medicina di genere.
- PAGINE GIALLE Telepromozioni
- INTER F. C.
- IL GIORNO
- BAYER Filmato istituzionale.
- HENKEL Filmato istituzionale.
- MOTORK

## Teatro
- La cantatrice calva - di E. Ionesco.Teatro San Babila (1986)
- Voglio star morto - di Mauro Lo Verde. Rassegna Nuova Drammaturgia. Teatro Universitario (1987)
- Black comedy di P. Shaffer. Teatro San Babila (1988)
- Dodici uomini arrabbiati di R. Rose. Teatro San Babila. Milano d’estate (1989)
- Antigone  di J. Anouilh.Teatro delle Erbe (1989)
- Ritratto di Madonna di T. Williams. Spazio Più (1990)
- Scherzi in un atto Libero adattamento da A. Cechov. Spazio Più (1990)
- La cantatrice calva di E. Ionesco (ripresa). Spazio Più (1990)
- Camille Claudel Libero adattamento dalla biografia di Reine Marie Paris di Alberto Ferrari e Luigi Lunari. Teatro Spazio Più (1991)
- Costituzione di un capitale di base di Gianfranco Turano, vincitore del 1º premio Riccione Ater per il teatro. Teatro delle Erbe (1991)
- Caligola di A. Camus. Spazio Più (1992)
- L’importanza di chiamarsi Ernesto di O. Wilde. Teatro delle Erbe (1992)
- Tre papà per una bimba - con Corrado Tedeschi. Teatro delle Erbe (1993)
- Fiori d’acciaio” di R. Harling. Teatro Verdi (1993)
- Jimmy Dean, Jimmy Dean di E. Graczyck. Teatro Libero (1994)
- La vita è mia di B. Clark con Augusto di Bono e Gianni Mantesi. Teatro Libero Milano. Teatro dell’Orologio Roma (1994)
- Non si sa come di L. Pirandello. Festival di Terni, tournée estiva e Teatro Centrale Roma (1995)
- L’uomo che incontrò se stesso di L. Lunari. con Franco Oppini. Teatro Libero e Festival di Taormina (1995)
- Aids momenti di H. Firstein e S. Bortolussi. Teatro Libero Milano. Teatro dell’Orologio Roma (1996)
- Non si sa come di L. Pirandello. Teatro Libero Milano (1996)
- La Cantatrice calva di E. Ionesco. Teatro dell’Orologio. Roma (1997)
- Francesca da Rimini di G. D’annunzio. con Milla Sannoner e Arnaldo Ninchi (1998)
- Dueeventi - con Ale e Franz (2001)
- È tanto che aspetti? - con Ale e Franz (2002)
- Lavori in corso - Con Ale e Franz (2015/16)
- Claustrofobia - Con Gianni Quinto (2016/2017)
- Nel Nostro Piccolo. Gaber, Jannacci e Milano - Con Ale e Franz (2018/19)
- L'Esorcista - Con Gianni Garko, Viola Graziosi, Claudia Campolongo, Jerry Mastrodomenico e Andrea Carli (2019/20)
- Quasi amici - anche adattamento (2023)

### Sceneggiatore
- Tra due donne, insieme a Luigi Lunari (2001)
- La terza stella (2005)
- Un figlio di nome Erasmus (2020)